# Fūun! Takeshi Jō
Fūun! Takeshi Jō (風雲!たけし城 en japonés y que se puede traducir como ¡Diversión! El Castillo de Takeshi) era un programa televisivo japonés de humor, emitido originalmente por la Tokyo Broadcasting System (TBS) entre 1986 y 1990, y que constaba de más de cien capítulos. Su presentador principal era Takeshi Kitano y los participantes del concurso eran sometidos a pruebas de destreza, donde, en su mayoría, podían recibir golpes. Su objetivo, premiado con un millón de yenes, era llegar al castillo de Takeshi, defendido por sus tropas un tanto pintorescas. Los concursantes eran guiados por el general Hayato Tani. Se ha conocido en varios países en diversas formas, siendo las más populares Humor amarillo en España y Takeshi's Castle en inglés.
En 2018 el canal Comedy Central produce un nuevo programa basado en este, llamado Takeshi's Castle Thailand (en España, El Castillo de Takeshi).
En 2023 volvió el programa a Prime Video con nuevos capítulos y con los actores que aparecieron en el original.

## Formato Original

### Mecánica
En cada entrega participaban entre 86 y 146 concursantes que eran guiados por el general Tani por los terrenos del castillo de Takeshi a través de un camino por el que se encontrarán una serie de pruebas físicas que sirven como obstáculos en el que, en cada una de ellas, cierto número de concursantes eran eliminados si no conseguían superarlas. Los concursantes que lograban superarlas y consiguieran llegar a las puertas del castillo, tenían que jugar una última prueba final para intentar ganar el premio final del programa. Estas pruebas aparecían secuencialmente en el programa de televisión, sin embargo los concursantes eran divididos en grupos y no eran obligados a pasar por todas las pruebas.
Los concursantes siempre empezaban el programa a las afueras de los terrenos en el cual inician su ataque saltando todos a la vez los muros y superando a los esbirros que guardan las afueras. Una vez dentro del camino hacia el castillo, los concursantes se encontraban con 8 zonas, cada una con una prueba que, superarlas, les permitía superarla y avanzar. Estas pruebas eran, en su totalidad, de carácter físico y en muchas de estas se encontraban los esbirros que intentaban evitar que los concursantes lograran superar estas pruebas.
Una vez los concursantes llegaran a las puertas del castillo, estos tendrían que enfrentarse en una prueba final en persona al mismísimo Takeshi Kitano y a todo su ejército para tomar el castillo. Durante los primeros programas, la prueba final consistía en un asalto al castillo con pistolas de agua. En entregas posteriores, añadieron coches con galletitas de papel y, finalmente, láseres y objetivos sensibles a la luz. Si los concursantes lograban vencer a Takeshi y a sus esbirros en esta prueba final, el castillo se daba por tomado y el juego ganado. Takeshi ha sido derrotado en 8 ocasiones, declarándose 31 concursantes como ganadores.
El premio final por tomar el castillo consistía en 1 000 000 de yenes, el cual se repartía entre todos los concursantes que hubieran llegado a la prueba final, ya que no se podía saber exactamente quién había roto la galletita. Aunque había otros premios, como uno que entrega 100 000 yenes a los concursantes que lo dan todo en el terreno o son los más divertidos.

### Episodios

#### Serie original (1986-1990)
| Capítulos | Primera emisión   | Última emisión        |
| --------- | ----------------- | --------------------- |
| 133       | 2 de mayo de 1986 | 19 de octubre de 1990 |

#### Reboot (2023)
| Capítulos | Primera emisión     | Última emisión      |
| --------- | ------------------- | ------------------- |
| 8         | 21 de abril de 2023 | 28 de abril de 2023 |

### Personajes

#### Presentadores
- Conde Takeshi: Takeshi Kitano (北野武) o «Beat» Takeshi, es el creador del concurso y emperador del castillo que los concursantes debían conquistar. Hace comentarios sobre Tani y, en ocasiones, de los concursantes. Suele vestir de daimyo, con una peluca que simula el peinado de estos antiguos señores. Es un líder algo despótico y le gusta considerar enemigo a Tani y hacer sufrir a los concursantes. Durante un tiempo, desde el programa 23, Takeshi no pudo presentar el programa, siendo sustituido en este tiempo por Mini Takeshi, volviendo a presentar en el programa 45.
- General Tani: conocido originalmente Hayato Tani (谷隼人), un actor japonés de cierta fama. Es el general del ejército de concursantes que asalta los terrenos del castillos, quien los arenga al principio de cada programa y les va guiando a través de las pruebas. Suele ser servicial y apuesto, sobretodo con las concursantes. Siempre habla con entusiasmo y llama piltrafilla a su interlocutor, sea quien sea. Anima a las tropas al grito de ¡Al turrón! antes de comenzar el concurso. Siempre va con un traje de general negro o blanco, un silbato y una vara.
- Primo Mario: conocido originalmente como Saburo Ishikura (石倉 三郎). Fue el primer consejero de Takeshi y le ayudó con los planes para detener a Tani y a su ejército. En la versión española, le llaman Primo Mario por parecerse a Mario de Super Mario Bros, y por ser (en la ficción) el primo de Takeshi. En el programa 34, se retiró y fue Junior quien lo sustituyó en el siguiente programa. Un dato curioso es que aún se le puede ver de árbitro en algunas pruebas e incluso de sacerdote sintoísta en El peor de los esbirros.
- Mini Takeshi: conocido originalmente como Takeshi Doll (たけし人形). Desde el programa 23, Takeshi no pudo presentar programas debido a un escándalo en el cual el propio Takeshi estuvo involucrado, en que 12 hombres atacaron a la oficina de la revista Friday, por lo que uno de sus esbirros lo sustituyó poniéndose su traje y una gigantesca máscara de papel maché que simulaba el rostro de Takeshi. Este personaje fue finalmente desenmascarado en el programa 49, pero ni aun así conocían al que llevaba la máscara.
- Junior: conocido originalmente como Higashi Sonomanma (そのまんま東). Fue el segundo consejero de Takeshi, que entró en el programa 35 para sustituir a Mario. Es discípulo, admirador y asistente de Takeshi. Empezó formando parte de los esbirros de Takeshi, saliendo frente a los concursante en pruebas como Duelo al sol... naciente o Caza mayor.

#### Esbirros
- Esbirros de Takeshi: conocidos originalmente como Takeshi Gundan (たけし軍団). Son la guardia de confianza de Takeshi y se encargan de atacar en grupo a los concursantes en las pruebas. Suelen empezar defendiendo los límites del castillo en Asalto al fuerte chino y se enfrentan cara a cara con los concursantes en Duelo al sol... naciente, en donde se visten de diferentes cosas como bombas, tanques, aviones, etc., y en la prueba final Asalto al castillo de Takeshi. Suelen ir uniformados con un mono azul brillante y plateado y con un casco.
- Tiburón: conocido originalmente como Large Fuji (大富士). Es el miembro honorario de los esbirros de Takeshi, siendo el más fuerte y corpulento, por lo que es el más difícil de derrotar.
- Paco Peluca: conocido originalmente como Kibaji Tankobo (丹古母鬼馬二). Es un mercenario de Takeshi. Este personaje, con cabellos largos, rojos y alborotados, de aspecto feroz, ponía todo de su parte para impedir que los concursantes pasaran a la siguiente prueba, llegando a asustar a sus víctimas. Suele formar tándem con Juanito Calvicie, para defender con ardor el acceso al castillo en pruebas como El laberinto del chinotauro, Caza mayor o Fútbol americano.
- Juanito Calvicie: conocido originalmente como Shozo Kobayashi (ストロング金剛). quien fue exluchador profesional. Es el mercenario más fuerte de Takeshi. Es calvo y con pinturas en la cara, espantoso de aspecto y muy fiero. Defiende el acceso al castillo junto con Paco Peluca.
- Yochiro: conocido originalmente como Makoto Dainenji (大年寺誠), quien fue campeón de karate. Es un esbirro que va vestido con un traje de karateka y un cinturón de oro, siendo uno de los esbirros de la prueba Donde metas la olla no te metas tú.
- El Boxeador: conocido originalmente como Katsuo Tokashiki (渡嘉敷勝男), quien es conocido como campeón de boxeo. Este esbirro forma parte del dúo Pink Bazers junto con Makato Jainenji (大年寺誠) y suele aparecer en la prueba Donde tengas la olla no te metas tu como uno de los esbirros que se encuentra escondido en uno de los agujeros que hay en el suelo. También ejerce de árbitro en Con sumo gusto.
- Pinky-Winky: conocido originalmente como Michiru Jo (城みちる), quien fue un popular cantante de finales de los 70. De naturaleza ectomorfa y vestido con un mono rosa con una J gigante, este personaje de las tropas de Kitano contribuía como podía al derroque de los concursantes. Donde llevaba todas las de perder era en la prueba Con sumo gusto, siendo el concursante de media dificultad a vencer. También es el esbirro principal de lo alto de la colina en pruebas como Indiana Cudeiro y el templo maldito y quien formula las operaciones matemáticas en Sumando a bofetadas Hacía equipo con el Dúo Pirata, y en varias ocasiones con unos extraterrestres, llamándose Los Piratas del Espacio.
- Dúo Pirata: conocidos originalmente como los gemelos Shoji Kinoshita (島田洋一) y Shoichi Kinoshita (木下 正一) , miembros del dúo Popcorn (ポップコーン), los cuales eran unos populares cómicos de la época. Son dos hermanos gemelos vestidos con ponchos con los colores del arcoíris, bombines y monos azul y rosa. Son esbirros de Takeshi y participan en pruebas como El tazón deslizante y Los cañones de Nakasone, donde formaban el Trío Pirata con Pinky Winky, e incluso el Cuarteto Pirata con Chucky cuando necesitaban refuerzos. Entonan un extraño canto incluso en la versión original.
- El Monstruo de la Laguna Sucia: conocido originalmente como Masanori Okada (岡田正典) y con el mote de El Duende del Mar (海の精霊). Es un guardia bajito, pero compensa su baja estatura con su factor para aterrorizar a los concursantes, los cuales son tirados al agua o empapados por él. Es muy parecido a Juanito, llegando a ser confundido con él, actuando a veces como su mini. Vive en las charcas de barro que se usan en las pruebas.
- El Primo de Harry Potter: conocido originalmente como Noboru Suganuma (すがぬま伸). Es el esbirro más débil por su complexión física delgada y escasa fuerza y uno de los más fáciles de derrotar en la prueba Con sumo gusto. Su nombre en español se debe por su notable parecido con Harry Potter.
- Chucky: conocido originalmente como Yosichi Shimada (島田洋一). Es un personaje bajito, con gafas y apariencia de loco. Es el esbirro que más se disfraza durante las pruebas, siendo algunos de sus disfraces el de nativa americana, llamándose Muchahonta (parodia de Pocahontas), ejecutando extrañas danzas para distraer a los concursantes en la prueba Surfeando en la tabla de planchar o encarnando al Muñeco Diabólico debido a su atuendo regular, un mono azul similar al del personaje Chucky de Child's Play. Es amigo de Pinky, acompañándole en el arbitraje de Fútbol americano, y cuarto miembro del Dúo Pirata. De hecho a veces actúa de suplente de Pinky.
- Animal: conocido originalmente como Brad "Animal" Lesley, quien jugó en la Liga Mayor de Beisbol de Estados Unidos en los Cincinatti Reds y, más tarde, se mudó a Japón para jugar en el equipo japonés de Hankyi Braves (ハンキイ・ブレーブス), en donde se convirtió en una gran personalidad deportiva del país y en una popular personalidad televisiva. Es el esbirro más loco y enérgico, asustando a los concursantes y humillando a los perdedores. Participa en varias pruebas como Con sumo gusto, siendo el segundo oponente más difícil y que casi siempre gana debido a su gran estatura y corpulencia, también se encarga de lanzar las bolas de beisbol gigantes a los concursantes en Un paseo de pelotas y de rociar a los concursantes con agua de una manguera en Yo quiero ser Spider-Man. Es una de las pocas personas no asiáticas que aparecen. Apareció por primera vez en el programa 60.
- El Mono Borracho: conocido originalmente como Makato Jainenji, quien es conocido por ser campeón de kárate. Este esbirro, quien forma parte del dúo Pink Bazers junto con Katsuo Tokashiki, suele aparecer en la prueba Donde tengas la olla no te metas tu como uno de los esbirros que se encuentra escondido en uno de los agujeros que hay en el suelo. También ocupó el anillo rojo en la prueba Con sumo gusto, en donde suele ganar. Por sí solo, este esbirro se caracteriza por tener poco pelo y por sus movimientos espasmódicos, los cuales le han valido de su nombre en español.
- El Rubio de Bote: conocido originalmente Umanosuke Ueda (上田馬之助), quien era un luchador profesional. Es uno de los guardias más imponentes de Takeshi, siendo su cabello rubio su elemento más identificable. Suele aparecer principalmente en Con sumo gusto, siendo uno de los oponentes más difíciles de derrotar, además de en otras pruebas como El laberinto del chinotauro y Fútbol americano.
- La Señora: conocido originalmente como Shinoburyo (忍竜). Es uno de los luchadores más fuertes de la prueba Con sumo gusto, el cual es de los más difíciles de derrotar debido a su alta estatura y grandes dimensiones. Su nombre en español se debe por su aspecto y por el uso de maquillaje.

##### Mascotas
- El Primo Divertido de King Kong: conocido originalmente como Akko Mk-2 (アッコ Mk-2), el cual hace referencia a la cantante Akiko Wada (和田アキ子), la cual se caracteriza por su gran altura. Se trata de gorila blanco y amarillo vestido con un jersey de rayas que utiliza sus grandes manos para frenar a los concursantes. Sus apariciones se limitan a las primeras entregas, obstaculizando el paso de los concursantes por Las puertas del pánico y apareciendo más tarde en los capítulos 114 y 115.
- El Pequeño Samurai: conocido originalmente como Yoroi Chuu (鎧中), nombre el cual fue elegido por los espectadores. Se trata de un samurái de, aproximadamente, 3 metros de altura. Su función era interrumpir o estorbar a los concursantes en Las puertas del pánico por medio de su intimidación y de puñetazos, patadas y su movimiento asesino, el cual se trata de presión corporal, aunque era muy fácil de derribar. Fue el sustituto del Primo Divertido de King Kong en Las puertas del pánico desde el programa 8.
- El Grano de Café: conocido originalmente como Konishiki Doll (小錦人形), el cual hacía referencia al famoso luchador de sumo Yasokichi Konishiki (小錦八十吉). Es un luchador de sumo disfrazado de grano de café, el cual es el oponente más fácil de derrotar en la prueba Con sumo gusto. Casi siempre pierde debido a la torpeza que le provoca llevar el traje. No obstante, más de una vez ha ganado algún combate, aunque sea por suerte.

#### Reportero
- Pepe Livingston: es el reportero del programa, quien siempre viste de explorador antiguo y es enviado a la zona de guerra para entrevistar a los concursantes eliminados en las pruebas. Siempre que entrevista a una mujer le invita a su caravana. Además, suele darse aires de importancia que nadie corresponde y creer que tiene un montón de fans. Originalmente, Pepe Livingstone ha sido el nombre para los diferentes reporteros del programa, siendo el primero Shingo Yanagisawa (柳沢慎吾), el cual dejó su puesto de reportero en el programa 17, aunque volvería a aparecer posteriormente como esbirro de Tani y como capitán del equipo de los Pepes Livingstones,. A partir del programa 18, se estrenó Junji Inagawa (稲川淳二), el cual se quedaría hasta el final y siendo el rostro que más se relaciona con el personaje. El puesto de reportero ha sido ocupado por otros personajes como Pepa Livingstone, su hermana, o Pepi Livingstone, su hija ilegítima.

#### Otros
- El Chino Cudeiro: no una persona concreta, sino un personaje diferente en cada programa. Es uno de los personajes representativos de Humor Amarillo. Los comentaristas llamaban de esta manera a algún concursante (no tenía por qué ser hombre, en ocasiones ha llegado a ser una mujer (la china Cudeira), e incluso un niño (el niño Cudeiro)) que destaca especialmente del resto, en general debido a algún error al realizar una de las pruebas del concurso, por su atuendo, por su comportamiento o por el golpe espectacular que recibía. Es un personaje que, por lo general, salvo en alguna ocasión (por ejemplo en el especial de Nochevieja), siempre acaba "muriendo" en alguna de las pruebas que le toca. Se dice que tiene superpoderes y que cada vez que muere resucita para competir otro día. El origen del nombre hay que buscarlo en el apellido del realizador de Telecinco responsable de la primera serie de programas, Miguel Ángel Cudeiro. Según sus propias palabras "aquello llegó a salpicar a toda mi familia". Existen diferentes versiones de este personaje. Todas ellas coinciden en que el personaje recibe multitud de golpes dolorosos durante la realización de las pruebas, lo que lo lleva a la descalificación. Una variante usada por el antiguo doblaje de Telecinco era usada con algún concursante que reunía estas características y que iba totalmente de amarillo, siendo apodado Yema de Huevo. Otra variante del Chino Cudeiro era cualquiera que tuviese alguna caída aparatosa y vistiera de rojo; también mentaban a su madre, su primo, su cuñado...  cualquier concursante que recibiera golpes duros y vistiera de rojo.
- Dolores Conichigua: es defensora del concursante. Es una mujer baja y con pelo negro corto y gafas, la cual era entrevistada en momentos a lo largo de cada programa. Siempre arenga a los esbirros a machacar a los concursantes y otras opiniones raras, y siempre concluye vociferando su grito de guerra: ¡Dadles cañaaa!. En el concurso original era una simple concursante que gritaba a la cámara. El gesto fue aprovechado por los comentaristas para convertirla en un personaje habitual que opinaba extravagantemente.
- Las Geishas: un grupo de bailarinas japonesas ataviadas con trajes de geisha o, más raramente, de conejitas playboy. Aparecían normalmente sirviendo de harén para Takeshi. Sus nombres reales son Miyuki Ono, Harumi Tomikawa, Mika Morishima, Mina Morishima, Sawada Yokota y Mitsumi Yokota.
- Gacela Thompson: Es un concursante que nunca logra pasar la prueba de La pequeña muralla china. Es un concursante, perteneciente al primer programa, que es llamado así por tomar carrerilla hacia la muralla y pegarse fuertemente contra ella.
- Cudeirín: es un personaje en 3D que protagoniza la cabecera que se emitió por primera vez en el episodio 40.
- El Concursante Sexy: es un concursante que aparece en el programa 107, siendo uno de los ganadores del programa, y más tarde galardonado con el premio de mejor concursante de toda la historia de Humor Amarillo en los programas  138 y 139. Este concursante gusta de bailar la canción I'm too sexy antes, durante y después de las pruebas, sorprendiendo con su habilidad para sortear los peligros sin cesar en su danza.
- Personajes Eventuales: como el Preservativo Azul Gigante, el presentador Ramonchu Tokanabu, el General Tano, el rico Floren Kagapasta, la tía de Takeshi, quien viene a traerle la merienda y aparece en una prueba, la madre de Tani, quien originalmente era Kikko Matsuoka (松岡 きっこ), la mujer de Tani, Eugenio Kurosawa, El Flequi, etc. Son personajes que sólo aparecen una vez. En la versión original, estos personajes eran interpretados por famosas personalidades de la época en Japón.

### Humor AmarilloThe Race
Humor Amarillo “The Race” es el primer evento real realizado en España con el formato del famoso programa de televisión emitido durante la década de los 90. Su primera edición tiene lugar en 2016 en Algete (Madrid). Los participantes toman parte en un total de 6 pruebas, diseñadas con diferentes rangos de dificultad. Algunas son similares a las del programa de televisión y otras se han diseñado especialmente para el evento.

## En otros países

### España
El programa llegó a España bajo el título Humor Amarillo, el cual se estrenó en la Telecinco el 8 de julio de 1990, teniendo a Juan Herrera Salazar y Miguel Ángel Coll como los guionistas y locutores. El programa se emitía los domingos, cambiando de horario conforme fue avanzando su emisión, hasta que finalizó su emisión el 4 de junio de 1995.
Aunque previamente, varios fragmentos del programa fueron emitidos y doblados dentro del espacio Tutti Frutti por José Mota y Juan Muñoz, más conocidos por ser el dúo cómico Cruz y Raya. Más tarde, el formato se independizaría y se asentaría en su propio formato con los comentaristas ya mencionados.
Los comentaristas crearon una serie de personajes recurrentes totalmente inventados (como el chino Cudeiro o Pinky-Winky y, en ocasiones, otros como Dolores Conichigua) e ideando nuevos nombres para las pruebas que no tenían relación con la versión original (como Las zamburguesas, Los cañones de Nakasone o El laberinto del chinotauro). Una de las características más llamativas del doblaje era el hecho de que se asumía de manera natural que este no se correspondía con los diálogos originales del programa, de tal manera que prácticamente no se hacía referencia al concurso en sí, sino que los comentaristas se referían a los concursantes de forma satírica y cómica, incluyendo el hecho que la versión convirtiera al programa y sus concursantes en chinos en lugar de japoneses.
En enero de 2006 se anunció su vuelta a la televisión para la cadena Cuatro a partir del 28 de enero de ese año, renovando y actualizando el doblaje con nuevos comentarios de Fernando Costilla y Paco Bravo. El programa podía verse los sábados y domingos por el mediodía hasta que se emitió el último programa el 9 de junio de 2007 contando con un total de 140 programas más un especial de nochevieja. El 12 de marzo de 2011, La Siete, derivada de Telecinco, comenzó a emitir de nuevo el programa y, posteriormente, este pasó a emitirse en Energy.
Para la segunda versión del programa emitida desde 2006 en Cuatro, los comentaristas tomaron varios aspectos que se crearon para la primera versión, como nombres de pruebas y personajes, incluido el título del programa, así como el hecho de que el doblaje no sea fiel a lo mostrado por el programa original. Pero también aportaron nuevos nombres de cosecha propia, tanto para los personajes como para las pruebas, (como Líete tu de la liana, Que no soy un bolo, que soy una persona o Las puertas del pánico). Otra aportación que trajo esta versión fue que cada entrega estaba tematizada, teniendo programas dedicados a mostrar a la familia del chino Cudeiro, un programa homenaje a Star Wars o un programa en el que participan los fans de Humor amarillo. También hubo tramas secundarias que transcurrían entre prueba y prueba a través de scketches protagonizados por Takeshi y Junior. Otra aportación propia de esta versión fue la inclusión de secciones como El ranking del dolor, el cual recopilaba en una lista las mejores caídas y golpes vistos en el programa, así como una recopilación final de los mejores momentos vistos en el programa.
En 2023, el programa volvió a Prime Video con el nombre El Castillo de Takeshi y estuvo doblado por los humoristas Jorge Ponce, Eva Soriano, Dani Rovira y Mr. Jagger, también volvieron Fernando Costilla y Paco Bravo y se contó con canciones del dúo cómico Venga Monjas.

#### Episodios
| Cadena      | Capítulos      | Primera emisión     | Última emisión      |
| ----------- | -------------- | ------------------- | ------------------- |
| Telecinco   | 144            | 8 de julio de 1990  | 4 de junio de 1995  |
| Cuatro      | 140 + Especial | 28 de enero de 2006 | 9 de junio de 2007  |
| Prime Video | 8              | 10 de julio de 2023 | 10 de julio de 2023 |

### Estados Unidos
Se ha emitido bajo el nombre MXC (Most Extreme Elimination Challenge) en Spike TV. Este doblaje mantiene la esencia del original. Además, CBS emitió una adaptación de una hora de nombre Storm the Castle en 1993, la cual sólo duró un episodio presentado por Michael Burger.

### Reino Unido
Una versión corta con la voz de Craig Charles ha sido emitida en el canal británico Challenge desde 2002. También ha sido emitido desde septiembre de 2005 la versión estadounidense en el mismo canal.

### India
Una versión de corta duración fue emitida en el canal Pogo TV los fines de semana, con las voces del comediante y bailarín Jaaved Jaffrey y los humoristas Raju Srivastava, Sunil Pal, Navin Prabakar y Ahsaan Qureshi.

### Indonesia
Una versión del programa fue estrenada en el canal de TV TPI con el nombre de Benteng Takeshi (La fortaleza de Takeshi) manteniendo muchos elementos de la versión original incluyendo los nombres.

### Alemania
Una versión con doblaje local fue emitida en DSF en 1999. Existe también una versión llamada Entern oder Kentern (abordar o zozobrar) con casi los mismos juegos, pero piratas como antagonistas y celebridades como los capitanes del equipo. Esta versión fue emitida en verano de 2007 en el canal RTL.

### Francia
Una versión corta fue doblada por los comediantes Vincent Desagnat y Benjamin Morgaine emitiéndose en el canal de TV W9 desde octubre de 2006 dentro de un programa llamado Menu W9 que también emite una versión corta de Sushi TV. También se retransmitió en el canal M6 que ponía dos episodios diarios a las 6:50 PM de jueves a viernes con las voces de los presentadores de deportes Thierry Roland y Moon Dailly.

### Australia
Una versión doblada por The Comedy Channel se emitió en Australia, la cual, al igual que la española, tiene sus propias historias y equipos inventados por los que dan las voces. Además, Channel V emite el doblaje estadounidense MXC.

### Colombia
El programa era llamado El castillo amarillo y fue emitido por la Cadena 1 (Canal Uno) entre 1990 a 1993, fue programado por Producciones Cinevisión los domingos a las 2:30 PM. Luego, en sus últimos episodios, lo transmita en el Canal A por la programadora de Cenpro TV los viernes a las 5:00 PM.

### Malasia
La versión japonesa fue emitida en NTV7 a comienzos de 2000 aunque la edición fue cortada a media hora.

### México
Una versión doblada por Canal 13 de TV Azteca en 1993 y Canal 7 de TV Azteca se emitió en México, la cual, al igual que la español, tiene sus propias historias y equipos inventados por los que dan las voces.
En respuesta al éxito de las emisiones de las ediciones americanas de los programas de origen japonés, Banzuke y Ninja Warrior (Sasuke) por Azteca 7, el 4 de mayo de 2015, el programa fue transmitido ahora por Canal 5 de Televisa, bajo el nombre de Castillo Takeshi y narrado por dos presentadores de Televisa, utilizando como base, la edición inglesa. Después de sólo 3 semanas, el programa fue reemplazado por ABC's Wipeout (emitido en México como Resbalón USA), programa que había sido reemplazado precisamente por Castillo Takeshi.

### Italia
Una versión corta, titulada Mai dire Banzai (Nunca digas Banzai), con la voz del trío cómico Gialappa's Band y con imágenes de otro programa japonés, The Gaman, fue emitida en el canal Italia 1, en 1989-1990, con éxito. Actualmente la versión cortada inglesa se emite en varios canales y con distintos comentarios.

### República de China
Un concurso llamado 100 Wars, 100 Victories (100 Guerras, 100 Victorias) era una adaptación del original.

### Oriente Medio
En los países árabes se llamó الحصن (La Fortaleza), siendo emitido en los 90 y transformándose en un programa de culto. Los comentarios eran entregados por el actor libanés Ryadh Shararah.

### Filipinas
Fue emitido en IBC 13 a principios de los 90, con Anjo Yllana como Takeshi y Smokey Manoloto como Iwakura (una incorrecta y nunca corregida pronunciación de Ishikura).

### Portugal
En Portugal se tituló Nunca Digas Banzai, siendo emitido en SIC a principios de los 90, cuando consiguió cierta popularidad. Las voces eran entregadas por 2 conductores, incluyendo a José Carlos Malato.

### República Checa
Fue emitido en los 90 con el nombre de Takešiho Hrad (El Castillo de Takeshi), el que contaba con las voces de 2 comediantes checos. El programa era muy popular entre los jóvenes.

### Ecuador
Empezó a emitirse en febrero del 2012 por el canal Teleamazonas con el nombre de Humor Amarillo, conducido por Emerson Morocho y Omega.

### Venezuela
Se emitió por Televen entre 1991 a 1995 y fue el programa extranjero más visto en la televisión venezolana[cita requerida]. Lo emitía los sábados y domingos a las 2:00 PM bajo el nombre de El Castillo de la Risa.